# جون مكينتوش (لاعب كرة قدم أسترالية)
جون مكينتوش (بالإنجليزية: John McIntosh)‏ هو لاعب كرة قدم أسترالية أسترالي، ولد في 1 نوفمبر 1943.

## وصلات خارجية
- جون مكينتوش على موقع AustralianFootball.com (الإنجليزية)
- جون مكينتوش على موقع AFLtables.com (الإنجليزية)